# Всеросійський селянський союз
Вперше селянські союзи виникли під час революції 1905–1907. Це були масові організації, що вимагали скасування приватної власності на землю та передачі селянам без викупу монастирських, церковних, удільних, кабінетових і державних земель. Під час столипінської реакції (див. Третьочервневий переворот 1907) селянські союзи припинили своє існування. За їхнє відродження взялися відразу ж після перемоги Лютневої революції 1917 трудовики (див. Народно-соціалістична (трудова) партія) і особливо Партія соціалістів-революціонерів (есери), пам'ятаючи велику популярність їх серед селянських мас. Головне завдання, яке покладалося на союзи, — утримати селянство від неправомірних, анархічних виступів, всебічно підготувати аграрне питання для вирішення його Всеросійськими Установчими зборами. На початку березня 1917 утворено головний комітет Всеросійського селянського союзу, який звернувся до голови Тимчасового уряду князя Г.Львова з проханням дати згоду на скликання з'їзду, а 12 березня надрукував відозву до селянства Росії, закликаючи створювати волосні, повітові та губернські відділення селянського союзу. У відозві викладалась програма союзу: цілковита підтримка Тимчасового уряду, продовження війни (див. Перша світова війна) до переможного кінця, вирішення земельного питання на Всеросійських Установчих зборах, а до того часу не допускати «самоуправств і посягань на чужу власність».

## Всеросійський селянський союз в Україні у 1905-1908 рр.
Селян спонукала об’єднуватися у союзи невирішеність в українському селі аграрного питання. Причинами такої ситуації був суперечливий характер реформи 1861 р., внаслідок якої селяни отримали невеликі наділи землі не найкращої якості. Ситуацію погіршували також значний приріст населення, розорення великої кількості селянських господарств, завищені ціни на землю та її оренду тощо. Внаслідок цього значна кількість селян мала низькій рівень життя та була змушена займатися відхожими промислами, найматися на роботу у великі економії чи поповнювати ринок дешевої робочої сили в містах.
Одним із простих способів вирішення аграрного питання могла стати передача земельних ресурсів у користування селян. Необхідність такої реформи в той час жваво обговорювалася суспільством і політичними партіями. Саме зазначена вимога була головною в програмі ВСС.
Посприяти ліквідації станової обмеженості селян і дещо поліпшити їх матеріальне становище могла також освіта, яка, однак, для більшості селян залишалася недосяжною. Саме тому іншою ключовою вимогою в програмі Селянського союзу стало положення про необхідність запровадження загальної безкоштовної багатоступеневої освіти. Із середовища освіченої сільської інтелігенції вийшла головна маса організаторів осередків ВСС та пропагандистів його ідей.
На утворення організацій Союзу також вплинуло підвищення рівня політичної самосвідомості селян напередодні та в роки революції 1905-1907 рр. Воно стало можливим завдяки поширенню на селі ліберальної та революційної преси, різноманітних відозв, брошур і прокламацій, а також діяльності різних суспільно-політичних сил.
Поступово в середовищі селян зростало невдоволення діями самодержавства та існуючим суспільно-політичним ладом, відсталість і застарілість якого яскраво проявилася в результаті поразки Російської імперії у війні з Японією.
Умови для виникнення Селянського союзу були створені також указом від 18 лютого 1905 р., який започаткував присудну компанію, а також царським Маніфестом 17 жовтня того ж року, в якому народам Російської імперії були надані загальнодемократичні свободи, зокрема і свобода союзів, зборів та організацій. Після знайомства з названими нормативно-правовими актами селянство почало сприймати Союз та запропоновані ним методи боротьби як дозволені офіційно, а тому без вагань вступало до його лав.
Двома найбільшими центрами зародження організації стала Московська губернія, а також Донецький округ області Війська Донського. В останньому регіоні сільське населення було переважно українським, активними організаторами селянських союзів виступили члени Революційної української партії брати Мазуренки.
Ідеологія та програмні засади діяльності Всеросійського селянського союзу були, в основному, сформульовані на його Установчому та Делегатському з’їздах у 1905 р. Вони повністю відповідали тогочасному світогляду більшості селян, що знайшло вияв у поміркованості вимог щодо трансформації суспільно-політичного устрою (ідея республіки на з’їздах не була підтримана) та в особливій увазі до аграрного питання (вирішено передати всі землі сільськогосподарського призначення у користування осіб, що оброблятимуть їх силами своєї родини без допомоги найманих робітників). При цьому необхідно враховувати вплив на формування програми Союзу присутньої на з’їзді інтелігенції, однак вирішальне слово завжди залишалося за селянами.
Більшість постанов Селянського союзу була сформульована у найзагальнішій формі, або ж передбачалося подальше їх обговорення на місцях та конкретизація на наступних Всеросійських з’їздах. Така розпливчастість вимог повністю випливала з характеру широкої безпартійної організації селянства, якою був ВСС, та обумовлювалася прагненням об’єднати під його прапором все селянство Російської імперії – масу дуже неоднорідну. Головною рисою ідеології ВСС у названий період було прагнення добитися втілення в життя своїх вимог легальним та мирним шляхом.
У лютому 1906 – 1908 рр. під впливом репресій, яких зазнали організації та діячі Селянського союзу, і внаслідок переходу організацій Союзу на нелегальне становище, настрої в центрі та на місцях радикалізувалися. Подекуди на всеросійських та регіональних форумах схвалювалися вбивства та підпали, приймалися рішення про необхідність озброєння та створення бойових дружин. Такі постанови засвідчили ідеологічне банкрутство керівництва Селянського союзу, яке не змогло належним чином пристосувати організацію до нових умов, і він тепер мало чим відрізнявся від революційних партій.
Перші організації ВСС в Україні почали виникати ще влітку 1905 р., але найбільшого поширення вони набули в листопаді-грудні цього ж року. Причиною цього стала відносна лібералізація в Російській імперії, що мала місце після проголошення Маніфесту 17 жовтня, а також другий Делегатський з’їзд Союзу, який пройшов у Москві відкрито, та хід якого широко висвітлювався в пресі. Репресіями кінця 1905 – початку 1906 рр. було знищено переважну більшість осередків Селянського союзу. У 1906-1907 рр. діяльність окремих організацій Союзу поступово відновилася, почали утворюватися нові союзи, окремі з яких проіснували аж до 1908 р.
Підтверджено існування в другій половині 1905 – січні 1906 рр. 7 губернських, 19 повітових, 39 волосних та 285 місцевих організацій Всеросійського селянського союзу. Натомість у лютому 1906 – 1908 рр. функціонувало 8 губернських, 33 повітових, 2 волосних та 45 місцевих осередків ВСС.
Чисельність організацій Селянського союзу в українських губерніях у час найвищого його піднесення, за приблизними підрахунками сягала 120 тис. осіб.
В етнічному відношенні організації Союзу в Україні були переважно українськими, однак їх ряди поповнювали також представники інших етносів. Винятками були тільки окремі поселення колоністів на півдні України, що мали привілейоване становище порівняно з іншими хліборобами і які не сприйняли ідей Селянського союзу. У соціальному відношенні Селянський союз на першому етапі свого існування об’єднав усі прошарки села. Найбільше ж вимоги Союзу у цей час підтримували селяни-середняки, що прагнули поліпшити існуючий соціально-економічний і політичний устрій ненасильницьким еволюційним шляхом. Із розгромом організацій ВСС на межі 1905-1906 рр. його лави залишило багате та частина середняцького селянства, натомість збільшилася кількість бідняків. Про це, зокрема, свідчить запустіння кас союзів та радикалізація їх тактики в цей період.
Серед організаторів та пропагандистів Союзу 1905 р. переважали сільські вчителі, що мали кращі можливості для впливу на селян, порівняно з представниками інших інтелігентних професій. У 1906 – 1908 рр. серед активістів Селянського союзу почали домінувати землероби, що стало можливим завдяки поглибленню процесів їх політичної соціалізації у попередній період. У статево-віковому відношенні найбільшим пропагандистом Союзу була молодь віком до 30 років, переважно особи чоловічої статі.
Одразу ж після своєї появи Всеросійський селянський союз став ареною для діяльності представників різних політичних партій. Часто вони брали участь в організаціях Союзу навіть попри відсутність будь-яких офіційних директив їх власних політичних сил. Таку активність проявляли загальноросійські та українські революційні та ліберальні партії. У зв’язку з репресіями проти організацій ВСС та їх переходом на нелегальне становище, свою участь в роботі його осередків припинили ліберали. В той же час найбільшого впливу набули есери та соціал-демократи, між якими з перемінним успіхом розгорталася боротьба за вплив у Союзі. Вороже до організацій Селянського союзу впродовж усього періоду діяльності ставилися консервативні політичні сили.
Аналіз особливостей і загальних рис функціонування осередків ВСС в Україні у 1905-1908 рр. дозволяє виокремити такі два основні періоди їхньої діяльності:
1. Відкритий та напівлегальний (травень 1905 – січень 1906 рр.), який включав в себе підперіоди: зародження (травень-липень 1905 р.), становлення (серпень-середина жовтня 1905 р.) та піднесення (друга половина жовтня 1905 – січень 1906 рр.);
2. Нелегальний (лютий 1906-1908 рр.).
У перший період вона проходила переважно відкрито. Були використані усі передбачені законодавством можливості. Так, для перших осередків Союзу основною формою роботи було складання присудів із викладом селянських нужд. Проголошення загальнодемократичних свобод у Російській імперії урізноманітнило форми боротьби його осередків. Члени Союзу активно використовували надані їм законом можливості, проводячи з’їзди та мітинги й обговорюючи на них питання удосконалення державного устрою. В ряді випадків осередки ВСС застосовували інші форми соціального протесту: організовували страйки сільськогосподарських робітників, бойкотували та змінювали представників місцевої влади, відмовлялися сплачувати податки, закривали горілчані крамниці тощо. Загалом, свої вимоги діячі Селянського союзу прагнули втілити мирним шляхом. Подекуди, навіть, створювалися загони міліції для захисту правопорядку та недопущення революційного свавілля. Окремі збройні виступи осередків ВСС, що мали місце на межі 1905-1906 рр., стали відповіддю на проведені урядом каральні експедиції та арешти активістів Союзу.
Означені репресії не дозволили також успішно завершити роботу зі скликання Всеукраїнського з’їзду селян та утворення Української селянської спілки, що проходила наприкінці 1905 р. на всіх етнічних українських землях у складі Російської імперії. Найактивнішими учасниками означених процесів були представники українських політичних партій, а найбільший успіх їх пропаганда мала на території Полтавської губернії, де у ряді населених пунктів було утворено осередки УСС. Найбільшу організаційну та координаційно-пропагандистську роботу проводив відомий громадсько-політичний діяч, член УДРП С. О. Єфремов.
Реакція кінця 1905 – початку 1906 рр. знищила більшість селянських союзів, а їх залишки загнала в підпілля. Центральним та губернським органам ВСС довелося проводити велику роз’їзну та агітаційно-пропагандистську діяльність для відновлення існуючої раніше мережі осередків. У нових нелегальних умовах Союз втратив свій масовий характер, оскільки конспіративна діяльність передбачала участь лише невеликого числа найнадійніших членів.
Незважаючи на тактику бойкоту Всеросійським селянським союзом виборів до І Державної Думи, до неї потрапили його окремі представники, які частково увійшли до Трудової групи. Саме вона стала ідеологічним еквівалентом ВСС у Думі, з нею селяни почали пов’язувати свої сподівання на покращення становища. Трудова група була підтримана також місцевими організаціями ВСС, які надсилали до неї свої присуди. Природно, що й реакція на розпуск І Думи була гострою. Почастішали заклики до збройного виступу.
У ІІ Державну Думу Союз потрапив уже як самостійна політична сила, однак подібність ідеологій змусила його утворити з трудовиками спільну фракцію. В цьому об’єднанні перед ВСС стояло завдання зі створення комітетів з підтримки опозиційних сил парламенту. В Україні така робота проводилася, однак вона не мала великого успіху. Водночас, селяни підтримували роботу об’єднаної фракції ВСС та Трудової групи своїми присудами.
Головним способом поширення ідей ВСС у 1906-1908 рр. стало розповсюдження прокламацій, які виготовлялися в центрі та на місцях. Зазначимо, що ефект від них не був високим.
Основними формами роботи організацій ВСС у 1906-1908 рр. було керівництво страйковою боротьбою, проведення таємних зібрань, а в окремих випадках і відкритих мітингів. Водночас, настрої на місцях поступово радикалізувалися, подекуди схвалювалися вбивства та підпали, створювалися бойові дружини. Разом з тим, найбільшими проблемами організацій були постійні переслідування, а також запустіння кас Союзу, пов’язане з бідністю його членів.
Занепад осередків ВСС та їх зникнення у 1908 рр. були зумовлені силою та масштабністю репресій кінця 1905 – початку 1906 рр., що фактично звели нанівець усі досягнення попереднього періоду. В переважній більшості випадків доводилося розпочинати роботу заново, до того ж у нових нелегальних умовах. Відновити колишню масовість Союзу так і не вдалося. Крім того, у зв’язку з бойкотом виборів до Державної Думи, можливість для продовження легальної боротьби була втрачена. Головним виразником інтересів селян у парламенті стала Трудова група. Із завершенням революції свою діяльність припинили центральні осередки Союзу, поступово зникли й місцеві організації.
Загалом, у революції 1905-1907 рр. Всеросійський селянський союз відіграв позитивну роль. Завдяки йому в політичне життя країни була залучена значна маса селянства, однак, у зв’язку з репресіями властей, увесь величезний потенціал цієї організації не був використаний.

## Всеросійський селянський союз в Україні у 1917 р.
В Україні селянські союзи найбільшого поширення набули в Катеринославській губернії. Там уже 25 березня 1917 було утворено губернський комітет, що ухвалив рішення про негайну організацію сільських, волосних і повітових комітетів. На серпень 1917 тут діяло 566 комітетів (1 губернський, 8 повітових і 557 сільських та волосних).
У квітні-травні комітети селянського союзу виникли в окремих місцевостях Таврійської, Херсонської й Чернігівської губерній.
Спроба російських есерів утворити селянські союзи у Волинській, Київській і Подільській губерніях Правобережної України та Полтавській губернії Лівобережної України наштовхнулися на жорстку протидію як окремих селян, так і селянських організацій, очолюваних українськими есерами. Сільські і волосні виконкоми названих губерній надсилали до повітових комітетів Селянської спілки резолюції-протести з вимогами заборонити представникам російських організацій і партій («обрусителям») їздити по селах для ведення організаційної і агітаційної роботи. Решта українських губерній мали змішані форми організації селянства: ради селянських депутатів, солдатсько-селянські комітети, селянські союзи і селянські спілки.
Загалом організація селянства в Україні в союзи не виправдала себе — селянські союзи не були однорідними за своїм соціальним складом, і тому всередині їх розгорнулася боротьба між найзаможнішими і біднішими селянами. Влітку 1917 року розпочався процес реорганізації селянських союзів у ради селянських депутатів, а подекуди і в селянські спілки.